# Se mi aggiungerai
Se mi aggiungerai è un brano musicale del cantante e comico italiano Checco Zalone, estratto come secondo singolo dall'album Che bella giornata nel 2011.

## Descrizione
Il brano parla di Facebook e della nottata che Checco ha passato (nel film Che bella giornata) a cercare su tale servizio di rete sociale Farah, protagonista femminile del film di cui era follemente innamorato. Checco afferma nel testo che, se fosse stato lui ad inventare Facebook, avrebbe messo una regola secondo cui se si è brutti non si può mettere la foto sul profilo.

## Tracce
1. Se mi aggiungerai (testo e musica di Luca Pasquale Medici) - 4 min 14 s